# Vaření

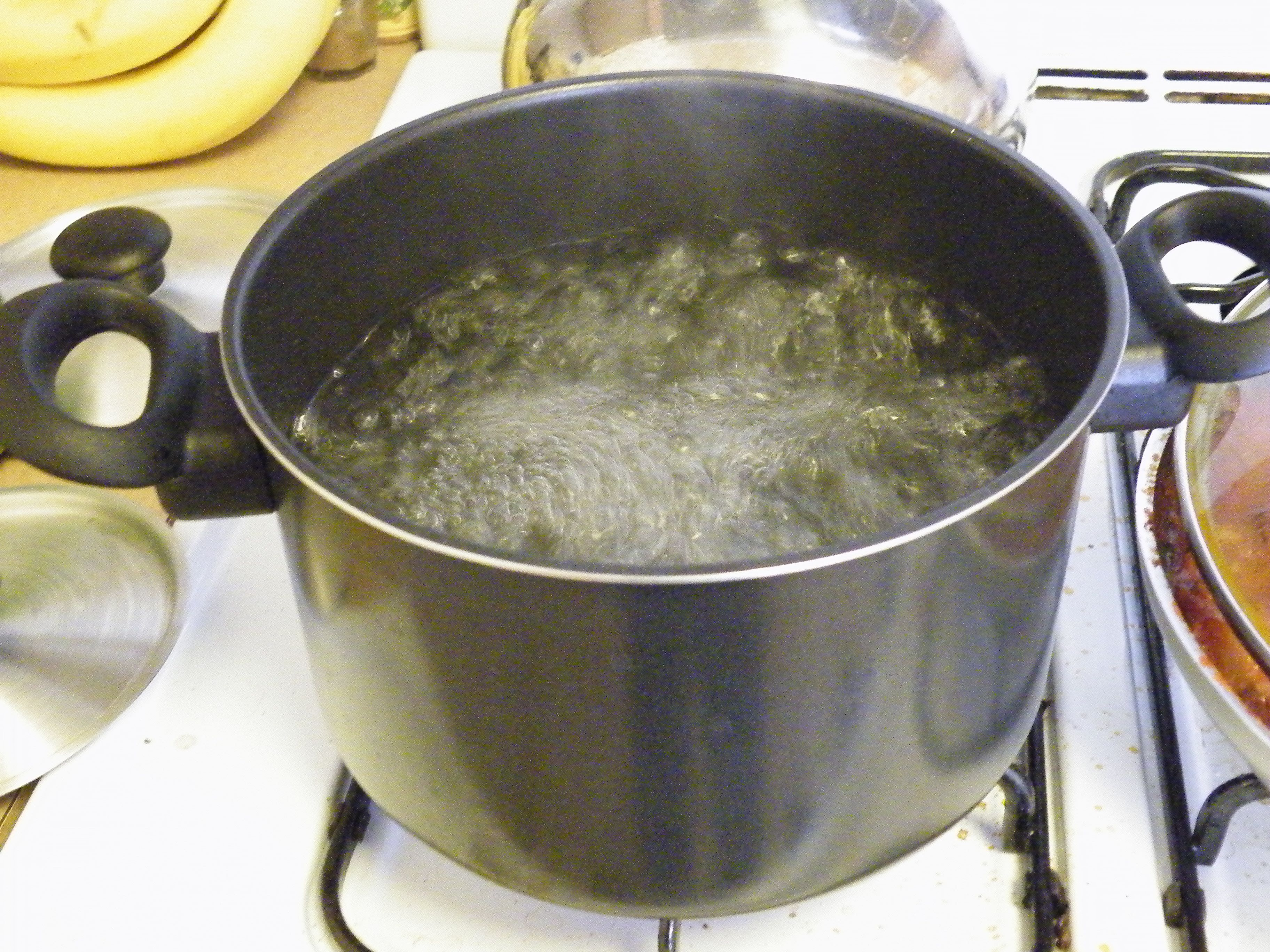
Vaření v hrnci

Vaření je tepelná úprava pokrmu, při které se pevné kusy vaří v kapalině (ve vodě nebo např. v mléce) při teplotě varu vody (100 °C). Teplo se při vaření šíří vodou prouděním, proto je třeba zahřívat pokrm odspoda, v pevných kusech se teplo šíří vedením. V případě vaření hustší kapaliny (omáčky ap.) je třeba proudění podporovat mícháním, jinak dojde k připálení. Vzhledem k poměrně nízké teplotě při vaření trvá vaření větších kusů dlouho.
Vařené pokrmy můžeme dochutit pomocí koření.
Při vaření masa se postup liší dle požadovaného finálního výrobku. Chceme-li získat vývar, vkládáme syrové maso do studené vody a tu postupně zahříváme až k varu. Naopak pro udržení co nejvíce šťávy ve vařeném mase vkládáme syrové maso až do vařící vody.

## Historie
Oheň se používá zhruba milion let. Vaření může být také staré 780 tisíc let.

## Rizika
Zdravotní riziko, způsobené produkcí pevných částic do vzduchu, se liší způsobem přípravy jídla. U vaření je nejnižší, zatímco smažení (probíhající při větší teplotě) produkuje těchto částic nejvíc. Vaření na plynovém či elektrickém vařiči je největším zdrojem expozice člověka ultrajemnými částicemi znečištění.
Odhaduje se, že jen v Africe nebude mít v roce 2050 přístup k ekologickému (a tak i zdravějšímu) vaření miliardy lidí.

## Techniky tepelné úpravy potravin
- pečení
- vaření
- smažení
- fritování
- grilování
- barbecue
- uzení
- dušení
- zavařování
- marinování
- blanšírování
- pražení
- zadělávání
- flambování